# Уролагния
Уролагни́я (от греч. uron — «моча» и lagneia — «похоть», «сладострастие», или урофили́я, от греч. φιλία — «любовь». Бытовые синонимы «золотой дождь», «писсинг») — получение сексуального удовольствия от мыслей, обнюхивания, прикосновения или наблюдения за мочеиспусканием (является формой парафилии).
Вкусовым эквивалентом экскрементофилии является питьё выделений — урофагия.

## Общее представление
Урофилия одинаково часто встречается как у мужчин, так и у женщин. Урофилы получают удовольствие от возможности помочиться на партнёра или от того, чтобы партнёр помочился на них.
Развитие данной парафилии может быть связано с мастурбацией, для которой требуется введение в уретру посторонних предметов для получения удовольствия. Один партнёр стоит над другим и производит акт мочеиспускания на тело и в область ротовой полости. Также партнёры могут меняться местами. Некоторые урофилы не любят попадания мочи в рот, а только орошение тела мочой.

## Проявления урофилии
Есть множество подвариантов урофилии:
- Вид мочащегося партнёра, наблюдение за ним (вуайеризм).
- Мочиться на партнёра (активное/пассивное).
- Урофагия.
- Мочиться на виду у всех (эксгибиционизм).
- Мочиться на собственное тело.
- Мочиться в рот партнёра, чтобы его/её «наказать» или «наградить» (БДСМ).
- Мочиться, не снимая одежду.
- Длительное время выдерживать сильно переполненный мочевой пузырь.
- Мочиться в вагину, анус, лицо, на животных, частные автомобили, с высотного здания на головы прохожих.

## В культуре
- Художественный фильм «Ильза, волчица СС» 1975 года.
- Восьмая песня с альбома Skills in Pills группы Lindemann называется Golden Shower[5].
- Piss On Your Grave совместная песня Канье Уэста и Трэвиса Скотта[6].
- Жорж Батай, «История глаза».
- Чарльз «Чак» Роадс-мл, сериал «Миллиарды». Сцена демонстрируется в первые же минуты 1 серии, 1 сезона.